# 潘学先
潘学先（1962年—），湖南汨罗人，汉族，中共党员，中华人民共和国政治人物、第十二届全国人民代表大会辽宁地区代表。
毕业于华南理工大学自然辩证法专业，研究生学历，哲学硕士学位。2013年，被选为全国人大代表。